# IAS 8
МСФО (IAS) 8 «Учетная политика, изменения в бухгалтерских оценках и ошибки» — международный стандарт финансовой отчётности, действующий с 1978 года, применяется при выборе и применении учетной политики, при учете изменений в учетной политике, изменений в расчетных бухгалтерских оценках и исправлений ошибок предшествующего периода.

## История создания
МСФО (IAS) 8 «Учетные политики, изменения в бухгалтерских оценках и ошибки» опубликован в 1978 году, последние изменения введены в действия с 01.01.2005 года, введен в действие для применения на территории Российской Федерации приказом Минфина России от 25.11.2011 № 160н.

## Определения
Учетная политика — это конкретные принципы, основы, соглашения, правила и практика применяемые организацией для подготовки и представления финансовой отчетности.
Последовательность – это применение одной и той же учётной политики от периода к периоду без изменений с целью увеличения полезности финансовых отчётов за счет упрощения финансового анализа и сравнимости данных.
Изменение учётной политики – это переход от одного допустимого принципа учёта к другому допустимому принципу учёта, включая методы применения этих принципов. 
Ретроспективное применение – применение новой учётной политики в отношении операций, других событий и условий так, если бы эта политика применялась всегда.